# Kaukaski Sztab Ewakuacji Uchodźców
Kaukaski Sztab Ewakuacji Uchodźców (niem. Flüchtlingsstab Kaukasus, ros. Кавказский Штаб по эвакуации беженцев) – niemiecki organ wojskowy koordynujący ewakuację kaukaskich i kozackich uchodźców cywilnych podczas II wojny światowej.
Po klęsce wojsk niemieckich w bitwie pod Stalingradem Niemcy zostali zmuszeni rozpocząć odwrót z Północnego Kaukazu i Kubania. Przyłączyli się do nich liczni Górale kaukascy i Kozacy, którzy współpracowali z niemieckimi okupantami. 2 stycznia 1943 r. gen. Ewald von Kleist, dowódca Grupy Armii „A”, wydał rozkaz dotyczący utworzenia Kaukaskiego Sztabu Ewakuacji Uchodźców, który miał koordynować prowadzenie ewakuacji uchodźców cywilnych. Na czele Sztabu stanął płk Mierzyński, pełniący funkcję polowego komendanta okupowanego Piatigorska. 3 stycznia Niemcy nakazali odwrót Górali kaukaskich i Kozaków terskich. Niemieckie komendantury miejskie i polowe zostały zobowiązane do pomocy uchodźcom cywilnym. Kolumny uchodźców poruszały się kilkoma marszrutami:
- Piatigorsk – stanica Niewinnomysskaja – Armawir,
- Gieorgijewsk – Mozdok – Kizlar – stanica Burgustanskaja – Armawir,
- Kisłowodzk – auł Kajdan – Czerkiesk – Kropotkin.

Wszystkie kolumny kierowały się na Krasnodar, stolicę Kubania, gdzie mieli do nich dołączyć Kozacy kubańscy, a także Kałmucy. Ze względu na szybkie postępy Armii Czerwonej uchodźcy zostali jednak zmuszeni do skierowania się na Półwysep Tamański. Dotarło tam do marca 1943 r. ok. 120 tys. uchodźców, w tym ponad 80 tys. Kozaków. Pod atakami bombowymi lotnictwa sowieckiego zostali oni przewiezieni drogą morską przez Cieśninę Kerczeńską na Krym. Z rejonu Kercza uchodźcy szli na północ w kierunku Przesmyku Perekopskiego. Na południu Ukrainy byli oni podporządkowywani niemieckim komendanturom wojskowym, które miały zapewnić im miejsca rozmieszczenia. Inaczej wyglądała ewakuacja Kozaków kubańskich zamieszkujących terytorium 1 Wzorcowego Oddziału Umanskiego Kubańskiego Wojska Kozackiego. Zostali oni przewiezieni przez Morze Azowskie do Taganrogu, skąd byli kierowani do Berdiańska, wyznaczonego przez Niemców na punkt zborny dla Kozaków z północnej części Kubania. We wsi Nowo-Spasskoje koło Berdiańska w poł. lutego 1943 r. został sformowany 1 Kubański Pułk Konny pod dowództwem starsziny wojskowego I. I. Sałomachy.